# Codex Alimentarius
Codex Alimentarius (Latin för "Boken om livsmedel") är en samling av internationellt erkända standarder, vedertagen praxis, riktlinjer och andra rekommendationer avseende livsmedel, matproduktion och matsäkerhet. Codexreglerna är inte obligatoriska men ska fungera som riktmärke vid handelstvister i Världshandelsorganisationen, WTO
Codex Alimentarius underhålls av Codex Alimentarius Commission (CAC) som instiftades i början av 1960-talet av FAO och WHO. Codex har 188 medlemsländer och en medlemsorganisation (EU). Det regelverk som standarderna samlats i kallas Codex Alimentarius. Codexreglerna är inte obligatoriska men ska fungera som riktmärke vid handelstvister i Världshandelsorganisationen, WTO.